# Boșernița, Rezina
Boșernița este un sat din cadrul orașului Rezina din raionul Rezina, Republica Moldova.
La vest de sat este amplasată o carieră părăsită, arie protejată din categoria monumentelor naturii de tip geologic sau paleontologic.